# Taiwanische Badmintonmeisterschaft 1974
Die Taiwanische Badmintonmeisterschaft der Saison 1973/1974 fand im November 1973 statt. Es war die 19. Auflage der nationalen Titelkämpfe von Taiwan im Badminton.

## Titelträger
| Disziplin    | Sieger                       |
| ------------ | ---------------------------- |
| Herreneinzel | Cheng Chun-yen               |
| Dameneinzel  | Yu Yuk Geor                  |
| Herrendoppel | Chung Tsung-lieh Liao Kun-fu |
| Damendoppel  | Yu Yuk Geor Lim Shour        |
| Mixed        | Cheng Chun-yen Yu Yuk Geor   |